# Easton (Pensilvania)
Easton es una ciudad ubicada en el condado de Northampton en el estado estadounidense de Pensilvania. En el año 2000 tenía una población de 26 263 habitantes y una densidad poblacional de 2.380,3 personas por km².

## Geografía
Easton se encuentra ubicada en las coordenadas 40°41′18″N 75°12′59″O / 40.68833, -75.21639.

## Demografía
Según la Oficina del Censo en 2000 los ingresos medios por hogar en la localidad eran de $33,162 y los ingresos medios por familia eran $38.704. Los hombres tenían unos ingresos medios de $32.356 frente a los $23.609 para las mujeres. La renta per cápita para la localidad era de $15.949. Alrededor del 16% de la población estaba por debajo del umbral de pobreza.

## Personajes ilustres
- Lisa Ann, actriz y directora de películas pornográficas.